# آلن اسمیت (بازیکن فوتبال، زاده ۱۹۲۱)
آلن اسمیت (انگلیسی: Alan Smith؛ زادهٔ ۱۵ اکتبر ۱۹۲۱) بازیکن فوتبال اهل بریتانیا است.
از باشگاه‌هایی که در آن بازی کرده‌است می‌توان به باشگاه فوتبال آرسنال، باشگاه فوتبال برنتفورد، باشگاه فوتبال لیتون اورینت و باشگاه فوتبال اشفورد یونایتد اشاره کرد.